# Kamionka (powiat nowomiejski)
Kamionka – wieś w Polsce położona w województwie warmińsko-mazurskim, w powiecie nowomiejskim, w gminie Kurzętnik. W latach 1975–1998 miejscowość należała administracyjnie do województwa toruńskiego.
Wieś podlega pod obwód szkolny w Marzęcicach (szkoła podstawowa i gimnazjum) i parafii pw. św. Tomasza w Nowym Mieście Lubawskim. We wsi działa Koło Gospodyń Wiejskich. Wieś sołecka.

## Historia
Wieś powstała prawdopodobnie w XIV w. (Kamionken – 1414, później Kemnate oraz Kamiontken). W dokumencie z 1414, spisującego straty wojenne, poniesione w wyniku wojny polsko-krzyżackiej, zapisano, że zginęło we wsi 45 ludzi, a straty wyniosły 2000 grzywien.
Pod koniec XIX w. wieś obejmowała obszar 962 mórg. W tym czasie we wsi było 46 domów z 32 katolikami i 152 ewangelikami. Kamionka należała do parafii i poczty w Nowym Mieście Lubawskim. Szkoła znajdowała się w Bałówkach.
W 1920 r. Kamionka znalazła się w granicach Polski. W trzyklasowej szkole kierownikiem był Paweł Kollach. W okresie II wojny światowej ze wsi wysiedlono rodzinę Fischerów i wysłano ich do obozu w Potulicach.
W latach 1945–1954 Kamionka była wsią gromadzką, natomiast w latach 1954-1960 wchodziła w skład gromady Marzęcice. Od 1961 r. Kamionka była siedzibą sołectwa. Od 1973 r., wieś weszła w skład nowo utworzonej Gminy Kurzętnik. W 1970 w sołectwie było 216 ha gruntów rolnych, 25 indywidualnych gospodarstw rolnych i 148 mieszkańców.